# Liriomyza elquensis
Liriomyza elquensis är en tvåvingeart som beskrevs av Spencer 1982. Liriomyza elquensis ingår i släktet Liriomyza och familjen minerarflugor. Inga underarter finns listade i Catalogue of Life.